# Iyanaga Shōkichi

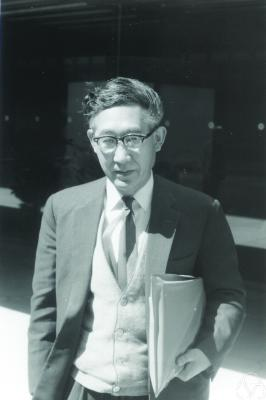
Iyanaga Shōkichi (1969)

Iyanaga Shōkichi (jap. 弥永 昌吉; * 2. April 1906 in Tokio; † 1. Juni 2006 ebenda) war ein japanischer Mathematiker, der sich mit Zahlentheorie beschäftigte.

## Leben
Iyanaga war der Sohn eines Bankers. Er studierte von 1926 bis 1929 an der Universität Tokio beim Zahlentheoretiker Teiji Takagi, wobei er schon als Student 1928 seine ersten wissenschaftlichen Arbeiten publizierte. 1931 studierte er bei Emil Artin in Hamburg, dessen Kurs über Klassenkörpertheorie er zusammen mit Claude Chevalley besuchte. 1932 setzte er sein Studium in Paris fort und besuchte im selben Jahr den Internationalen Mathematikerkongress in Zürich mit seinem Lehrer Takagi, mit dem er danach noch Berlin, Hamburg und Paris besuchte. Nach der Rückkehr nach Japan wurde Iyanaga 1935 Assistenzprofessor in Tokio (bei Takagi). Seine wichtigsten Arbeiten zur Zahlentheorie stammen aus den 1930er-Jahren (zum Beispiel ein neuer Beweis des von Philipp Furtwängler bewiesenen Hauptidealsatzes der Klassenkörpertheorie in den Abhandlungen des Mathematischen Seminars der Universität Hamburg 1934). Er blieb an der Universität Tokio, wo er 1942 eine volle Professur erhielt, bis zu seiner Emeritierung 1967. Danach lehrte er noch bis 1977 als Professor an der Gakushuim-Universität in Tokio. Dort nahm er noch mit 98 Jahren am Zahlentheorie-Seminar teil.

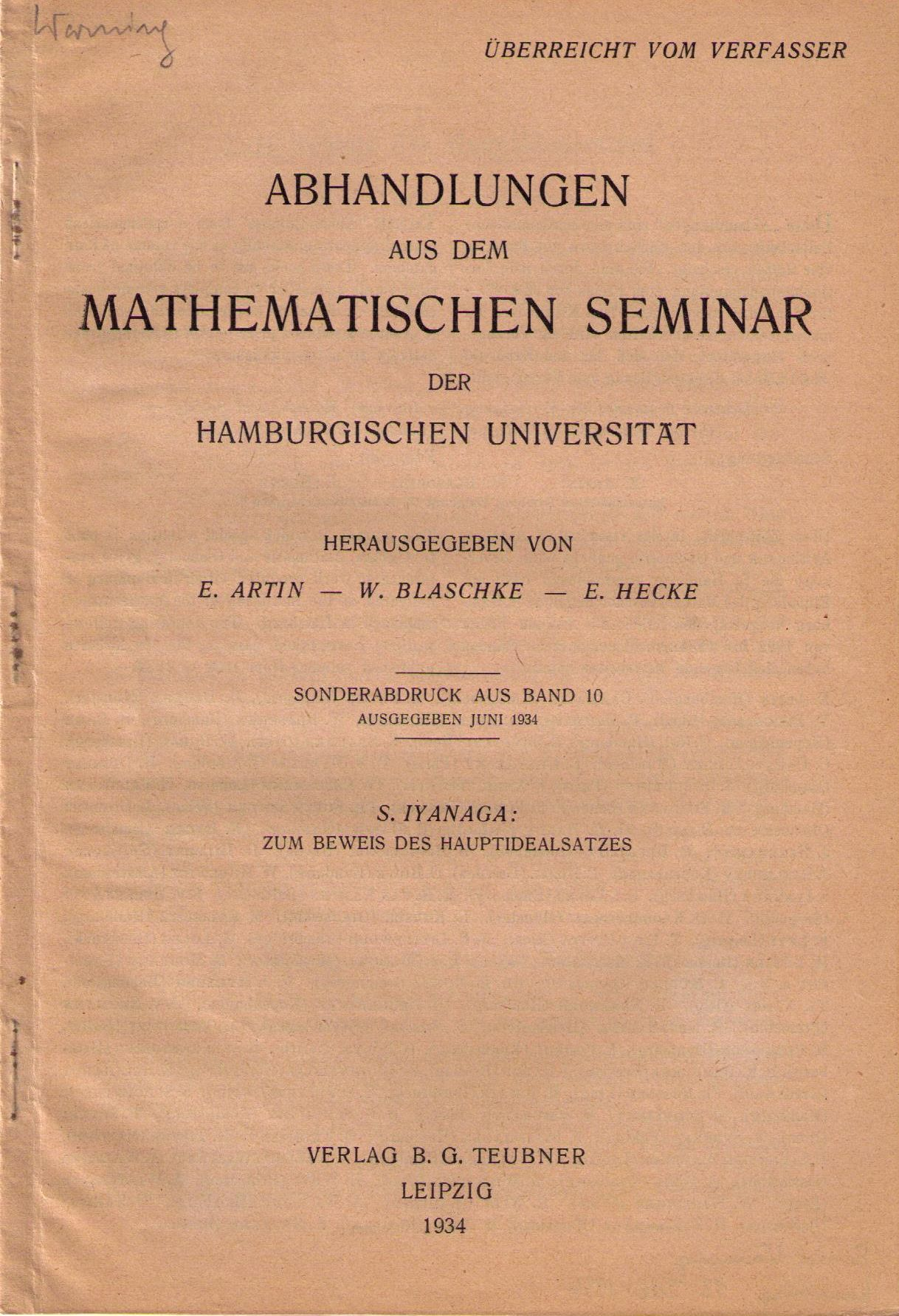
Sonderdruck seines Artikels über den Hauptidealsatz der Klassenkörpertheorie

Iyanaga war Mitglied der Akademie der Wissenschaften in Japan und erhielt mehrere internationale Auszeichnungen. 1975 erschien sein Buch Theory of Numbers in englischer Übersetzung bei North Holland. 1955 organisierte er eine internationale Konferenz zur Zahlentheorie in Tokio, die der Forschung dort wichtige Anstöße gab (unter anderem für die Shimura-Taniyama-Vermutung). Er holte auch Claude Chevalley zu Vorlesungen nach Japan (1953). Iyanaga war auch in der Mathematikpädagogik aktiv und verfasste viele Lehrbücher für Schulen.
Er schrieb zwei Bücher über Evariste Galois und veröffentlichte 2004 eine Autobiographie. 1954 gab er die erste Auflage des Encyclopedic Dictionary of Mathematics der Japanischen Mathematischen Gesellschaft heraus (Sugaku Jiten, später auch in Englisch bei MIT Press erschienen). 1960/61 war Iyanaga Gastprofessor an der Universität Chicago und 1967/68 an der Universität Nancy.
Zu seinen Schülern zählten Mikio Satō, Michio Suzuki, Kunihiko Kodaira, Takashi Ono, Michio Kuga, Goro Azumaya, Kenkichi Iwasawa und Tsuneo Tamagawa.
Iyanaga war mehrfach Präsident der Japanischen Mathematischen Gesellschaft. 1952 bis 1955 war er im Rat der International Mathematical Union. 1976 erhielt er den Orden der Aufgehenden Sonne zweiter Klasse und 1978 wurde er Mitglied der Japan Academy. 1979 erhielt er den Orden der Palmes Academiques und 1980 wurde er Mitglied der Ehrenlegion.

## Schriften
- Collected Papers, Iwanami Publishers 1994
- mit Kunihiko Kodaira Gendai Sugaku Gaisetsu (Einführung in die moderne Mathematik), Band 1, Tokio, Iwanami 1961
- Kikagaku Josetsu (Einführung in die Geometrie), Tokio, Iwanami 1968